# Rosa Bloch-Bollag
Rosa Bloch-Bollag (Zürich, 30 juni 1880 - aldaar, 13 juli 1922) was een Zwitserse anarchiste, activiste en politica voor de Sociaaldemocratische Partij van Zwitserland en later voor de Communistische Partij van Zwitserland.

## Biografie
Rosa Bloch-Bollag was een dochter van Berthold Bollag, een graanhandelaar, en van Julie Guggenheim. Ze was getrouwd met Siegfried Bloch, die directeur was van de Zwitserse sociale archieven. Ze was afkomstig uit een verarmde familie van handelaars en werkte aanvankelijk als verkoopster in een Zürichse juwelenwinkel, wat haar in de Neue Zürcher Zeitung de bijnaam Brillanten-Rosa opleverde.
Hoewel Bloch-Bollag eerst anarchiste was, evolueerde ze langzaamaan richting het marxisme. Ze wist zich te onderscheiden door haar acute intelligentie, haar welsprekendheid, gedegen theoretische kennis en was een onvermoeibare agitator. In de periode februari-maart 1918 maakte ze deel uit van de linkervleugel van het Oltencomité.
Ze zette zich in voor de socialistische vrouwenbeweging. In die rol leidde ze in juni 1918 een grote vrouwendemonstratie tegen de hoge prijzen in het kanton Zürich en verdedigde ze met succes haar eisen voor de Kantonsraad van Zürich. In datzelfde jaar werd ze de eerste nationale voorzitter van de vrouwencommissie van de Sociaaldemocratische Partij van Zwitserland (SP/PS), een partij waarvan ze sinds 1912 lid was. Ze werkte mee aan Die Vorkämpferin, een vrouwenblad gericht op arbeidsters. In 1920 stapte ze over naar de Communistische Partij van Zwitserland hoewel haar echtgenoot socialist bleef.
Bloch-Bollag overleed in 1922 na een operatie aan de schildklieren. Ze werd gevreesd binnen de burgerlijke middens, maar was een van de strijdvaardigste persoonlijkheden binnen de Zwitserse en Zürichse arbeidersbewegingen.